# Angeli a Sud
Angeli a Sud è un film del 1992 diretto da Massimo Scaglione.

## Trama
Nella Calabria degli anni settanta un gruppo di amici, in particolare Max, decide di fondare una rete televisiva privata "Tv Sila"; il sogno poi diventa realtà.

## Riconoscimenti
Il film fa ricevere una candidatura ai David di Donatello 1992 a Scaglione come miglior regista esordiente.